# چمنزار سبز وایومینگ
چمنزار سبز وایومینگ (به انگلیسی: Green Grass of Wyoming) یک فیلم وسترن آمریکایی محصول ۱۹۴۸ به کارگردانی لوئیس کینگ و با بازی پگی کامینز، چارلز کوبرن و رابرت آرتور است.
فیلمنامه آن توسط مارتین برکلی نوشته شده که بر اساس سومین کتاب از سه‌گانه محبوب «دوست من فلیکا» اثر مری اوهارا ساخته شده است. این فیلم ماجراهای بیشتری از خانواده مک‌لافلین را دنبال می‌کند که در مزرعهٔ اسب در وایومینگ زندگی می‌کنند. گفته شده است که مریلین مونرو به عنوان یک سیاهی‌لشکر در نقشی نامشخص در این فیلم ظاهر شده است.
بازیگران اصلی دو فیلم اول نقش خود را در فیلم سوم تکرار نکردند.

## بازیگران
- پگی کامینز در نقش کری گرینوی
- چارلز کوبرن در نقش بیور گرینوی
- رابرت آرتور در نقش کن مک‌لافلین
- لوید نولان در نقش راب مک‌لافلین
- برل آیوز در نقش گاس
- جرالدین وال در نقش نل مک‌لافلین

## تولید
بخش‌هایی از فیلم در استرابری ولی، تری لیکز، پیست مسابقه کاناب، جاده راکویل، دریاچه پانگویچ و بنای یادبود ملی سدار بریکز در یوتا فیلمبرداری شد.: ۲۸۸ 
مسابقهٔ نهایی در ۱۸ دقیقهٔ آخر فیلم در لنکستر، اوهایو در میدان نمایشگاه شهرستان فیرفیلد فیلمبرداری شد.